# Wede Kefale
Wede Kefale (2 marzo 2000) è una mezzofondista etiope.

## Palmarès
| Anno | Manifestazione     | Sede     | Evento         | Risultato | Prestazione | Note |
| ---- | ------------------ | -------- | -------------- | --------- | ----------- | ---- |
| 2017 | Mondiali di cross  | Kampala  | Corsa juniores | 13ª       | 20'04"      |      |
| 2017 | Mondiali di cross  | Kampala  | A squadre      | Oro       | 19 p.       |      |
| 2019 | Mondiali di cross  | Aarhus   | Corsa juniores | 8ª        | 21'14"      |      |
| 2019 | Mondiali di cross  | Aarhus   | A squadre      | Oro       | 18 p.       |      |
| 2023 | Mondiali di cross  | Bathurst | Corsa seniores | 15ª       | 35'14"      |      |
| 2023 | Mondiali di cross  | Bathurst | A squadre      | Argento   | 25 p.       |      |
| 2024 | Giochi Panafricani | Accra    | 10000 m piani  | Argento   | 33'38"37    |      |

## Campionati nazionali
2018
- 6ª ai campionati etiopi juniores, 3000 m piani - 9'35"47

## Altre competizioni internazionali
2023
- 8ª agli FBK Games ( Hengelo), 10000 m piani - 32'25"49
- 5ª al Cross Internacional de Itálica ( Siviglia) - 34'28"

2025
- 9ª ai Bislett Games ( Oslo), 10000 m piani - 31'24"70